# Parque Nacional Amami Guntō
O Parque Nacional Amami Guntō (奄美群島国立公園, Amami Guntō Kokuritsu Kōen) é um parque nacional localizado na prefeitura japonesa de Kagoshima. Fundado em 15 de fevereiro de 1974 como um Parque Quase-Nacional, se estabeleceu, em 2017, como o 34º Parque Nacional do Japão. O parque tem uma área de 42 181 hectares de terra, consistindo de um grupo de ilhas localizadas na parte mais ao sul de sua província.

## História do parque

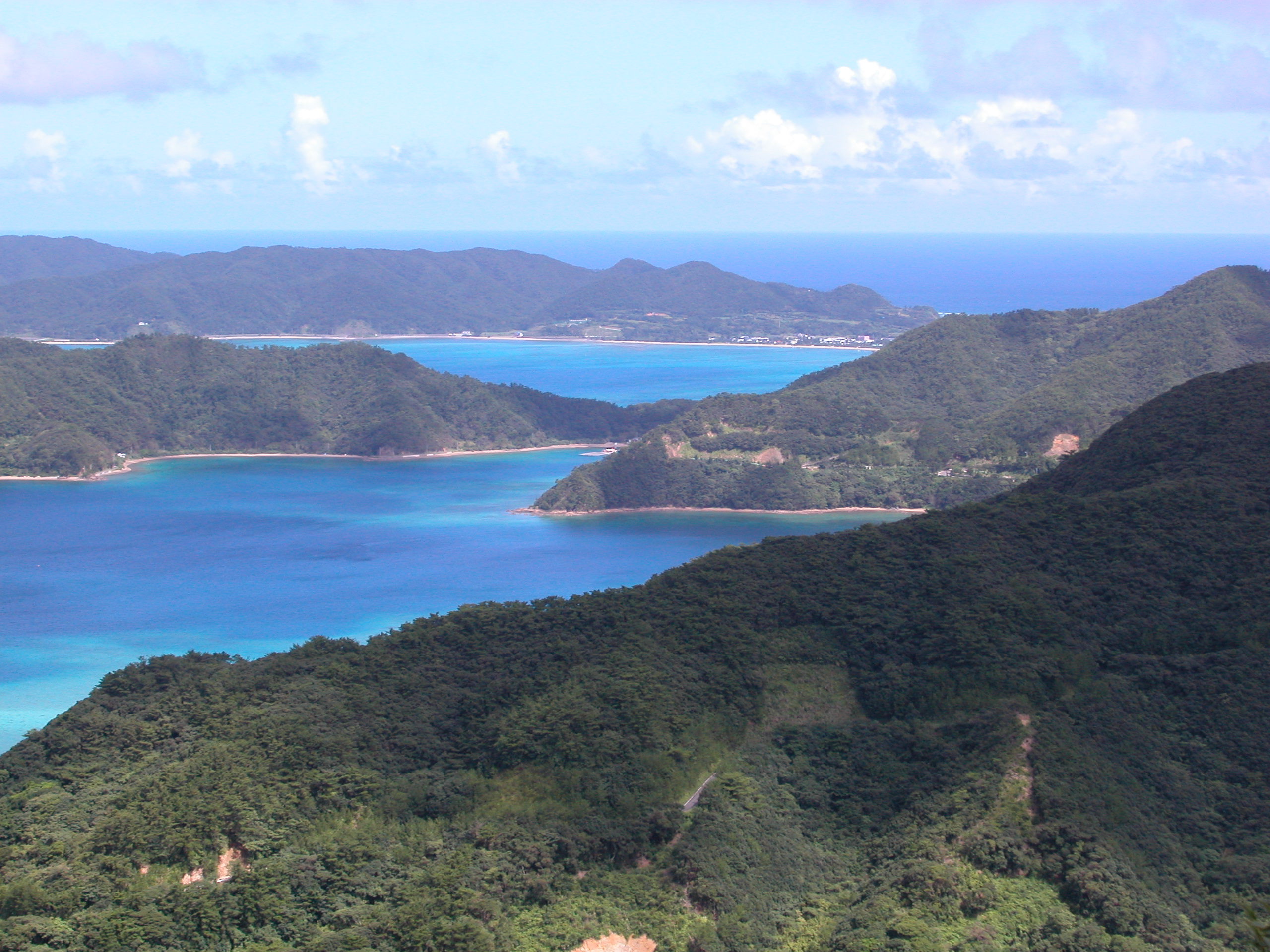
Vista da região costeira de Amami Ōshima.

Em 15 de fevereiro de 1974, o Parque Quase-Nacional Amami Guntō foi fundado em Amami Ōshima. Em 7 de março de 2017, o Parque Quase-Nacional Amami Guntō foi estabelecido como um Parque Nacional. O parque inclui partes das municipalidades de Amagi, Amami, China (Kagoshima), Isen, Kikai, Setouchi, Tatsugō, Tokunoshima, Uken, Wadomari, Yamato e Yoron.
A designação feita ao Parque Nacional, assim como a feita com o Parque Nacional Yanbaru, é parte de um movimento que anseia a inclusão da Ilha de Amami-Ōshima, da Ilha Tokunoshima, da parte norte da Ilha de Okinawa e Iriomote na Lista de Patrimônios Mundiais da UNESCO.
O Centro de Vida Selvagem de Amami é administrado pelo Ministério do Meio Ambiente do Japão. Ele tem o objetivo de proteger e preservar o ecossistema natural das Ilhas Amami.

## Geografia
A área total do parque compreende 75 263 hectares, sendo 42 181 de terra e 33 082 de água. A região é candidata a se tornar patrimônio mundial. No quesito de área geógraficas tomadas, o parque nacional consiste nas áreas das seguintes ilhas: Tokunoshima, Kikai, Amami, Yoron, Okinoerabujima, Ilha Uke, Kakeromajima and Yoroshima.

## Fauna e flora

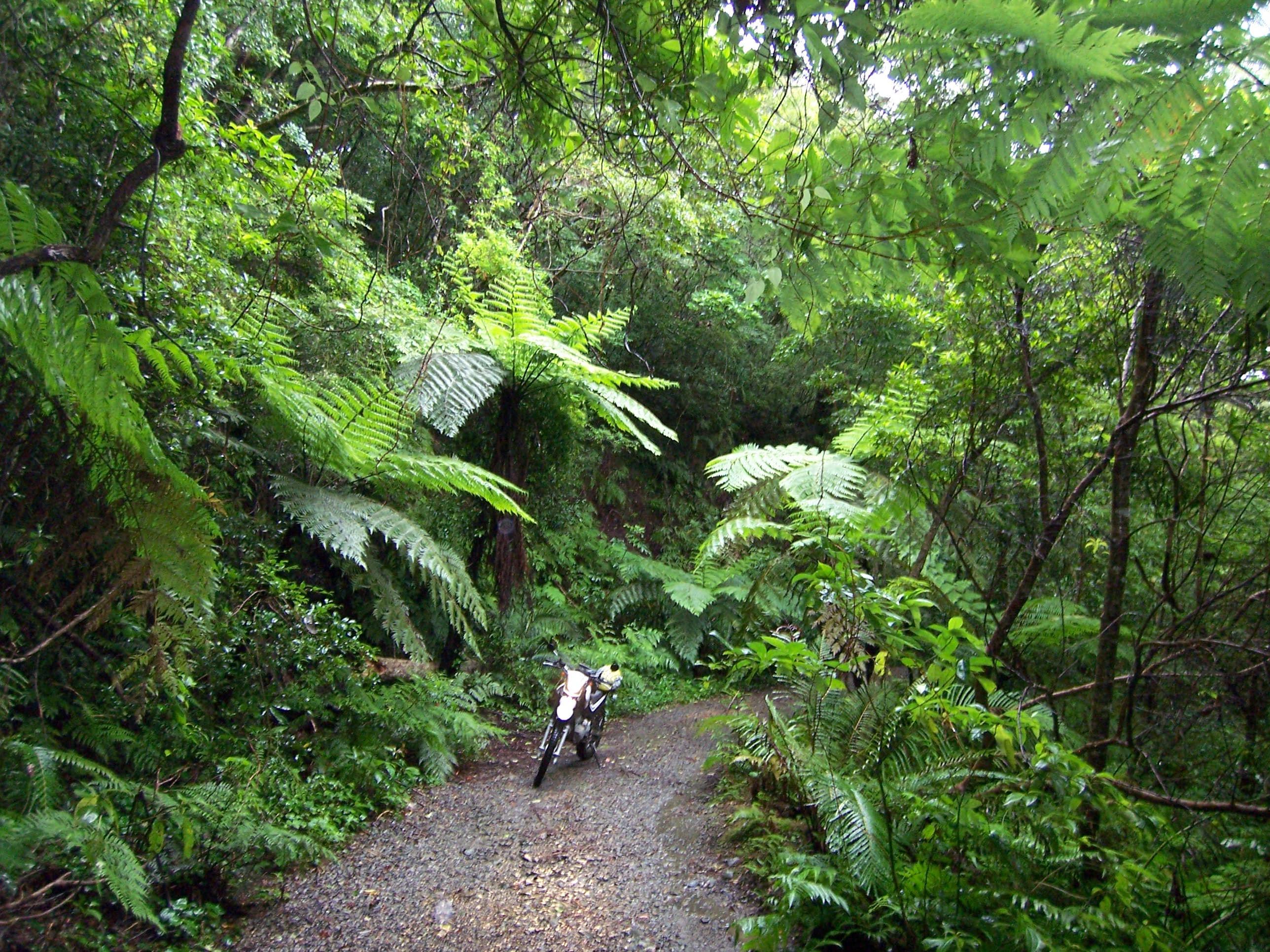
Registro visual da vegetação nativa das Ilhas Amami.

As Ilhas Amami tem uma diversidade rica de espécies de plantas, numa mistura de espécies da região temperada e subtropical. Nos bosques, é muito comum encontrar espécies de perenifólios como Castanopsis sieboldii, Quercus glauca (variação amamiana) e Quercus miyagii. Há muitas espécies endêmicas, como a Lilium alexandrae da família Liliaceae, a Calanthe tokunoshimensis da família das orquídeas e Rhododendron latoucheae (variação amamiense).

Quanto aos animais, as Ilhas Amami incluem um grande número de espécies e subespécies endêmicas, como o coelho de Amami, o rato de espinho de Amami, o rato de espinho de Tokunoshima, turdídeos de Amami, osgas do chão de Kuroiwa, o peixe Plecoglossus altivelis ryukyuensis e a lesma Aegista kiusiuensis oshimana.